# تپه آلا تپه غربی
تپه آلا تپه غربی مربوط به هزاره اول قبل از میلاد - عصر آهن است و در شهرستان همدان، بخش شراء، دهستان شوردشت، روستای آب‌انبار واقع شده و این اثر در تاریخ ۱۸ اسفند ۱۳۸۷ با شمارهٔ ثبت ۲۵۱۷۹ به‌عنوان یکی از آثار ملی ایران به ثبت رسیده است.